# Rio Branco (Ivaí)
Der Rio Branco ist ein etwa 73 km langer rechter Nebenfluss des Rio Ivaí in der Mitte des brasilianischen Bundesstaats Paraná.

## Etymologie
Rio Branco heißt auf Deutsch Weißer Fluss.

## Geografie

### Lage
Das Einzugsgebiet des Rio Branco befindet sich auf dem Segundo Planalto Paranaense (Zweite oder Ponta-Grossa-Hochebene von Paraná).

### Verlauf
Sein Quellgebiet liegt im Munizip Cândido de Abreu auf 718 m Meereshöhe etwa 12 km südlich der Ortschaft Campinero do Sul.
Der Fluss verläuft in nordwestlicher Richtung. Als Córrego Sabugueiro verlässt er Cândido de Abreu und tritt in das Munizip Rosário do Ivaí ein. Ab der linksseitigen Einmündung des Córrego Gamelão bildet er die Grenze von Rosário zu Rio Branco do Ivaí. Er durchfließt den Hauptort von Rio Branco. Danach erreicht er das Munizip Grandes Rios, in dem er schließlich den Rio Ivaí erreicht. Er mündet auf 413 m Höhe. Er ist etwa 73 km lang.

### Munizipien im Einzugsgebiet
Am Rio Branco liegen die vier Munizpien Cândido de Abreu, Rosário do Ivaí, Rio Branco do Ivaí und Grandes Rios.

### Nebenflüsse
links:
- Córrego Gamelão